# Cang-csie

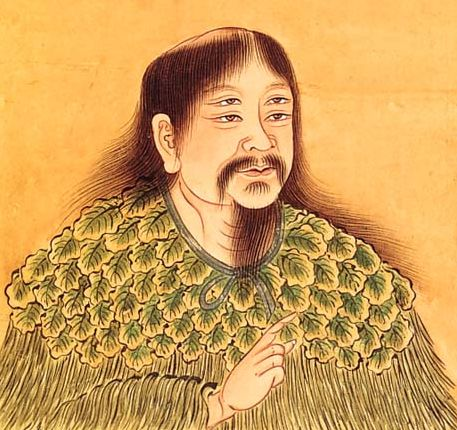
Cang-csie (Cangjie) portréja

Cang-csie (Cangjie) kultúrhérosz az ókori kínai mitológiában, a Sárga Császár segítőtársa, akinek az írás feltalálását tulajdonítják.

## Alakja és legendája
Az ókorból és a középkorból ismert ábrázolásain Cang-csie (Cangjie)nek négy szeme van, amely a különleges éberségére utal. A vele kapcsolatos legendák szerint a Sárga Császár segítője, vagy hivatalnoka volt, aki elmélyedve a madarak és vadak lábnyomainak tanulmányozásában, ezeknek nyomán feltalálta, megalkotta az írást (cuo su (zuo su) 作書), Amikor művével elkészült, gabonaszemek hullottak alá az égből, a démonok pedig zokogni kezdtek.